# Rod Strachan
Rodney "Rod" Strachan (Santa Monica, 16 de outubro de 1955) é um ex-nadador norte-americano, ganhador de uma medalha de ouro em Jogos Olímpicos ao vencer os 400 metros medley em Montreal 1976.
Foi recordista mundial dos 400 metros medley entre 1976 e 1978.